# Melphisana bola
Melphisana bola är en kräftdjursart som beskrevs av J. L. Barnard 1962. Melphisana bola ingår i släktet Melphisana och familjen Melphidippidae. Inga underarter finns listade i Catalogue of Life.